# 1917 (영화)
《1917》은 2019년 개봉한 영국, 미국의 서사 전쟁 영화로, 샘 멘데스 감독이 연출하고, 크리스티 윌슨케언스와 같이 각본을 썼다. 제1차 세계 대전을 배경으로, 독일군의 함정에 빠진 아군을 구하기 위해 적진을 뚫고 달려가는 두 영국 병사가 하루 동안 겪는 사투를 그린 영화이다. 조지 매케이와 딘찰스 채프먼이 주인공인 두 명의 영국군 일등병 역을 맡았고, 마크 스트롱, 앤드루 스콧, 리처드 매든, 클레어 듀버크, 콜린 퍼스, 베네딕트 컴버배치 등이 간부들 역으로 출연한다.
영화는 2019년 12월 25일 미국 극장에, 2020년 1월 10일 영국 극장에 개봉하였고, 2020년 2월 19일 대한민국 극장에 개봉하였다. 제77회 골든 글로브 시상식과 제73회 영국 아카데미 영화상에서 극영화 부문 작품상과 감독상을 수상했다. 2020년 아카데미 시상식에서 음향효과상과 촬영상 그리고 시각효과상을 수상했다.

## 줄거리
1917년 4월 6일, 서부 전선의 영국군은 프랑스 북부 전선에서 독일군이 일시 퇴각함에 따른 진격 작전을 앞두고 있었다. 그러나 항공 정찰로 전장을 살펴본 결과 독일군의 퇴각은 일종의 기만 전술로, 영국군이 진격해 들어오면 힌덴부르크 선의 포병력으로 압살하려는 전략이라는 사실이 밝혀진다. 독일군이 참호에서 퇴각하면서 통신선을 끊어버린 관계로 이 사실을 전방에 제대로 알릴 수 없게 되자, 에린모어 장군 (콜린 퍼스 분)은 윌리엄 스코필드 일병 (조지 맥케이 분)과 톰 블레이크 일병 (딘찰스 채프먼)을 불러, 데본셔 연대 제2대대장 매켄지 중령 (베네딕트 컴버배치 분)에게 다음날 오전 예정되어 있는 공격의 중지 명령을 전하라는 임무를 부여한다.
둘은 블레이크의 형 조셉을 비롯한 병사 1,600명의 목숨을 구해야 한다는 책임감을 뒤로 하고, 무인지대 한복판을 가로질러 독일군이 버리고 간 참호로 향한다. 지하 병영에 들어선 둘은 독일군이 설치한 부비트랩을 발견하는데, 참호를 쏘다니던 생쥐가 도화선을 건드리면서 거대한 폭발이 일어난다. 스코필드는 참호더미에 깔려 정신을 잃었지만 블레이크가 건져내어 목숨을 건진다. 둘은 참호를 지나고 버려진 농가에 들어서서 한숨을 돌리던 중 영국군과 독일군 전투기 간의 공중전을 목격한다. 독일 전투기가 엔진에 불이 붙어 농가에 추락하자 두 사람은 불이 붙은 독일군 조종사를 구조해 주지만, 조종사는 블레이크를 칼로 찌른다. 스코필드는 치명상을 입어 죽어가는 블레이크를 편히 눕히며, 오늘의 임무를 끝까지 완수할 것과 블레이크의 어머니께 편지를 써드릴 것이라 말한다. 블레이크의 반지와 군번줄, 그리고 에린무어 장군의 전령을 챙긴 스코필드는 지나가던 아군 부대의 차를 얻어타게 된다.
에쿠스트 마을에 다다른 영국군 차량은 운하교가 무너져 내려 더 이상 나아갈 수 없게 되자, 스코필드는 차에서 내려 홀로 가기로 한다. 다리의 잔해에 몸을 매달려 조심스럽게 건너던 스코필드는 저격수의 공격을 받는다. 총격을 주고받던 스코필드는 저격수에게 총상을 입히고 탑 위로 진격하는데, 둘이 마주치자마자 동시에 총을 쏜다. 저격수는 그 자리에서 죽고, 스코필드는 군모에 총알을 맞아 그 충격으로 뒤로 쓰러져 기절한다. 한밤중에 의식을 되찾은 스코필드는 마을이 불길에 휩싸인 것을 발견하고, 독일군이 마을을 장악했음을 깨닫는다. 폐허를 지나던 그는 아기와 함께 숨어있는 프랑스 여인을 발견한다. 여인은 스코필드의 상처를 치료해 주고, 스코필드는 그녀에게 보답으로 군용 통조림과 농가에서 챙겨온 우유를 선물한다. 그때 시계탑 종소리가 들려오고 시간이 얼마 남지 않았음을 깨달은 스코필드는 가지 말아달라는 여인의 만류에도 은신처를 떠난다. 거리를 지나다가 한 독일군 병사에게 발각되자 그를 제압한 뒤, 추격해오는 적을 피해 강속으로 뛰어든다. 거센 물살에 몸이 휩쓸린 채로 폭포를 지나 강변에 도달한 뒤 정신을 차린 스코필드는 숲속에서 들려오는 노랫소리를 따라가다가 휴식을 취하는 병사들을 발견한다. 그들은 다름 아닌 데본셔연대 2대대 D중대 소속 병사들이었고, 진격 작전에 마지막 차례로 투입되기를 기다리던 부대원들이었다. 이들이 전선을 향해 이동하기 시작하자, 스코필드는 앞서나가 매켄지 중령을 찾기 시작한다.
참호를 지나던 스코필드는 복잡한 통로 속에 매켄지 중령을 제때 찾지 못할 처지에 놓여, 참호 너머의 지대로 뛰어올라가 그는 진격하는 병사들을 가로질러 헤치며 참호를 따라 질주하기 시작한다. 결국 스코필드는 참모들과 회의 중이던 매켄지 중령을 찾아내어 상황을 전하고, 공격을 고집하던 매켄지 중령은 전령을 건네받고는 중지 명령을 내린다. 이후 스코필드는 1차 진격에 나섰다가 피를 흘렸지만 다행히 크게 다치진 않은 조셉 블레이크 중위를 찾아내고, 동생 톰의 반지와 군번줄을 건내어 전사했다는 사실을 알린다. 조셉은 동생의 죽음에 슬퍼하면서도 스코필드에게 고맙다는 말을 전한다. 스코필드는 톰의 마지막 순간을 조셉에게 전해준다. 이후 스코필드는 기진맥진한 모습으로 들판의 어느 나무에 기대어 앉아 아내와 아이들 사진을 바라본다.

## 출연진
- 조지 매케이 - 윌리엄 "윌" 스코필드 일병
- 딘찰스 채프먼 - 토머스 "톰" 블레이크 일병
- 마크 스트롱 - 스미스 대위
- 앤드루 스콧 - 레슬리 중위
- 리처드 매든 - 조지프 블레이크 중위
- 클레르 뒤뷔르크 - 로리
- 콜린 퍼스 - 에린모어 장군
- 베네딕트 컴버배치 - 매켄지 중령
- 대니얼 메이스 - 샌더스 중사
- 에이드리언 스카버러 - 헵번 소령
- 제이미 파커 - 리처즈 중위
- 마이클 집슨 - 허튼 중위
- 리처드 매케이브 - 콜린스 중령
- 크리스 월리 - 벌런 이등병
- 나반 리즈완 - 세포이
- 마이클 코닐리어스 - 코닐리어스 이등병

## 수입사
- CJ 엔터테인먼트

## 수상 목록
| 연도 | 상                         | 부문              | 수상자                                             | 결과 | 출처  |
| ---- | -------------------------- | ----------------- | -------------------------------------------------- | ---- | ----- |
| 2019 | 새틀라이트상               | 극영화 작품상     | 《1917》                                           | 후보 |       |
| 2019 | 새틀라이트상               | 감독상            | 샘 멘데스                                          | 후보 |       |
| 2019 | 새틀라이트상               | 극영화 남우주연상 | 조지 매케이                                        | 후보 |       |
| 2019 | 새틀라이트상               | 디자인상          | 데니스 개스너, 리 산달레스                         | 후보 |       |
| 2019 | 새틀라이트상               | 촬영상            | 로저 디킨스                                        | 수상 |       |
| 2019 | 새틀라이트상               | 편집상            | 리 스미스                                          | 후보 |       |
| 2019 | 새틀라이트상               | 음악상            | 토머스 뉴먼                                        | 후보 |       |
| 2019 | 새틀라이트상               | 음향상            | 올리버 타니, 스튜어트 윌슨, 스콧 밀란, 마크 테일러 | 후보 |       |
| 2020 | 골든 글로브상(77회)        | 극영화 작품상     | 《1917》                                           | 수상 | [ 2 ] |
| 2020 | 골든 글로브상(77회)        | 감독상            | 샘 멘데스                                          | 수상 | [ 2 ] |
| 2020 | 골든 글로브상(77회)        | 음악상            | 토머스 뉴먼                                        | 후보 | [ 2 ] |
| 2020 | 영국 아카데미 영화상(73회) | 작품상            | 《1917》                                           | 수상 | [ 3 ] |
| 2020 | 영국 아카데미 영화상(73회) | 영국 영화상       | 《1917》                                           | 수상 | [ 3 ] |
| 2020 | 영국 아카데미 영화상(73회) | 감독상            | 샘 멘데스                                          | 수상 | [ 3 ] |
| 2020 | 영국 아카데미 영화상(73회) | 음악상            | 토머스 뉴먼                                        | 후보 | [ 3 ] |
| 2020 | 영국 아카데미 영화상(73회) | 촬영상            | 로저 디킨스                                        | 수상 | [ 3 ] |
| 2020 | 영국 아카데미 영화상(73회) | 분장상            | 나오미 돈                                          | 후보 | [ 3 ] |
| 2020 | 영국 아카데미 영화상(73회) | 미술상            | 데니스 개스너, 리 산달레스                         | 수상 | [ 3 ] |
| 2020 | 영국 아카데미 영화상(73회) | 음향상            | 올리버 타니, 스튜어트 윌슨, 스콧 밀란, 마크 테일러 | 수상 | [ 3 ] |
| 2020 | 영국 아카데미 영화상(73회) | 특수효과상        | 그레그 버틀러, 기욤 로슈롱, 도미닉 투이            | 수상 | [ 3 ] |
| 2020 | 아카데미상(92회)           | 작품상            | 《1917》                                           | 후보 | [ 4 ] |
| 2020 | 아카데미상(92회)           | 감독상            | 샘 멘데스                                          | 후보 | [ 4 ] |
| 2020 | 아카데미상(92회)           | 각본상            | 샘 멘데스, 크리스티 윌슨케언스                     | 후보 | [ 4 ] |
| 2020 | 아카데미상(92회)           | 음악상            | 토머스 뉴먼                                        | 후보 | [ 4 ] |
| 2020 | 아카데미상(92회)           | 촬영상            | 로저 디킨스                                        | 수상 | [ 4 ] |
| 2020 | 아카데미상(92회)           | 분장상            | 나오미 돈, 트리스턴 버슬루이스, 리베카 콜          | 후보 | [ 4 ] |
| 2020 | 아카데미상(92회)           | 음향편집상        | 올리버 타니, 레이철 테이트                         | 후보 | [ 4 ] |
| 2020 | 아카데미상(92회)           | 음향믹싱상        | 마크 테일러, 스튜어트 윌슨                         | 수상 | [ 4 ] |
| 2020 | 아카데미상(92회)           | 특수효과상        | 그레그 버틀러, 기욤 로슈롱, 도미닉 투이            | 수상 | [ 4 ] |